# Franz Ferdinand
Franz Ferdinand je skotská indie rocková hudební skupina, založená v roce 2001 v Glasgow. Kvartet pojmenovaný po rakouském arcivévodovi Františkovi Ferdinandu d’Este založili Alex Kapranos (zpěv, kytara), Nick McCarthy (kytara), Bob Hardy (basová kytara) a Paul Thomson (bicí).
Obě jejich desky byly velmi úspěšné, debutové album bylo oceněno prestižní Mercury Prize. V roce 2005 triumfovali na udílení britských cen BRIT Awards a NME Awards. Mezi jejich nejznámější písně patří „Take Me Out", „This Fire", „Do You Want To" a „The Fallen".

## Historie

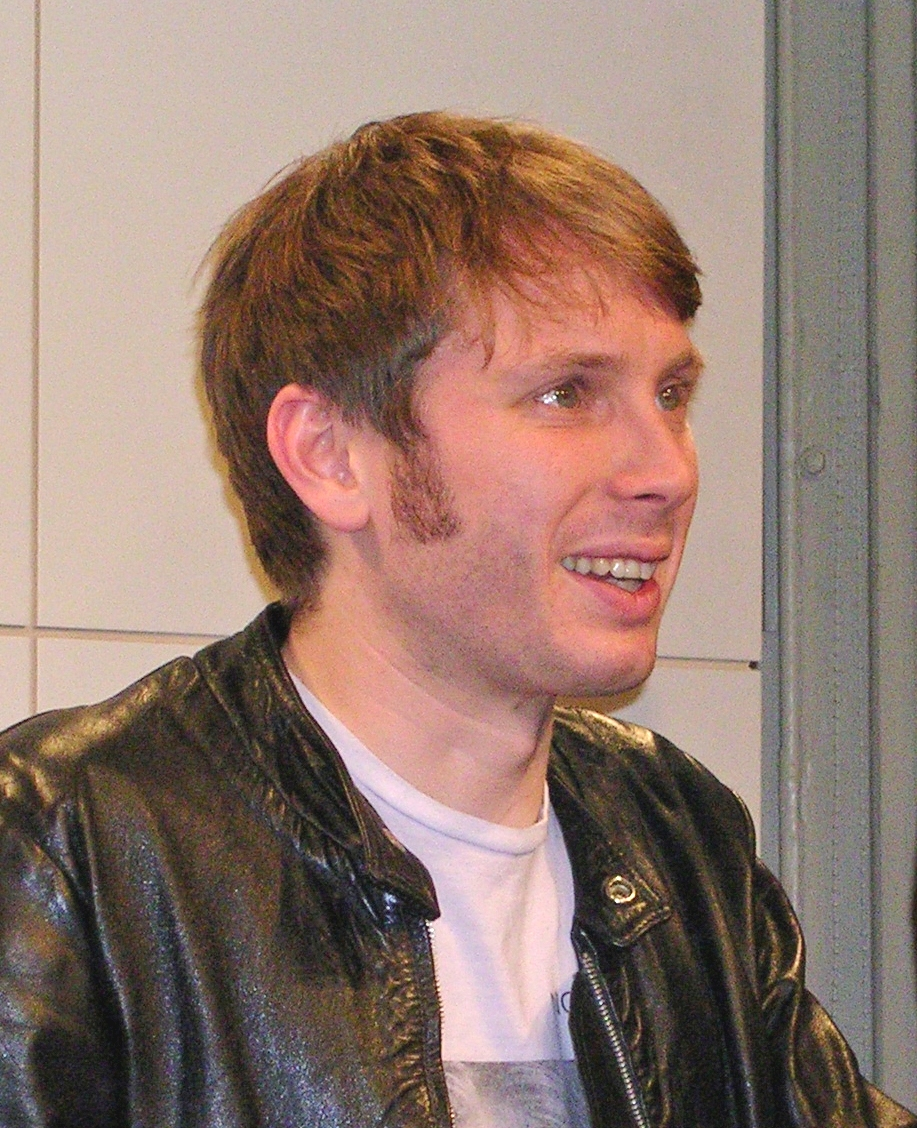
Frontman kapely Alex Kapranos

Členové kapely se potkali na umělecké škole v Glasgow, všichni už měli zkušenosti z předchozích kapel (Alex Kapranos a Paul Thomson společně působili v Yummy Fur). Nedlouho po svém vzniku se upsali labelu Domino Records, v roce 2003 vyšla jejich první nahrávka - EP Darts of Pleasure (obsahovala písně „Darts Of Pleasure" , „Shopping for Blood", „Van Tango" a „Tell Her Tonight"). Poté se přestěhovali do Malmö, kde spolu s producentem The Cardigans Tore Johanssonem nahrávali debutové album. Chuť úspěchu ochutnali poprvé v lednu 2004, když singl „Take Me Out" bodoval třetím místem v britské hitparádě. Ve stejném roce vydali dalších 5 singlů, které se umístily na předních místech nejen britských hitparád.
Většinu roku 2005 strávila kapela v nahrávacím studiu, kde připravovala nové album s názvem You Could Have It So Much Better, které vyšlo v říjnu 2005 a sklidilo velký obdiv od kritiky i fanoušků. Během prvního týdne se ho prodalo více než 100 000 kopií, největší úspěch zaznamenaly singly „Do You Want To" , „Walk Away" a „The Fallen". Franz Ferdinand vystoupili v létě 2006 na festivalu Love Planet v Praze.
Vydání třetího studiového alba bylo ohlášeno na říjen 2008, avšak po četných odkladech bylo album Tonight: Franz Ferdinand vydáno až 26. ledna 2009.
Po předchozích zkušenostech se sliby fanouškům a následných odkladech se skupina poučila a o své práci na dalším albu příliš nemluvila. Některé singly z chystané desky byly dokonce prezentovány na koncertech ještě před jejím oznámením. K vydání alba Right Thoughts, Right Words, Right Action došlo 26. srpna 2013. V roce 2015 se skupina spojila s artrockovým duem Sparks a ze spolupráce vznikla deska FFS.
V červenci 2016 ze skupiny z rodinných důvodů odešel kytarista Nick McCarthy. O rok později bylo oznámeno, že se ke skupině přidají kytarista Dino Bardot a multiinstrumentalista Julian Corrie (ve skupině hraje na klávesy a kytaru a poskytuje doprovodné vokály).  Skupina následně v roce 2018 vydala album Always Ascending založené silně na práci se syntezátorem a retro estetice. V roce 2021 svůj odchod ze skupiny oznámil bubeník Paul Thomson. Prakticky okamžitě byl nahrazen skotskou bubenicí Audrey Tait, kterou i sám doprovodil na její zkoušku. Skupiny poté vydala kompilační album Hits To The Head, které však obsahovalo dva nové singly „Billy Goodbye" a „Curious".

## Název

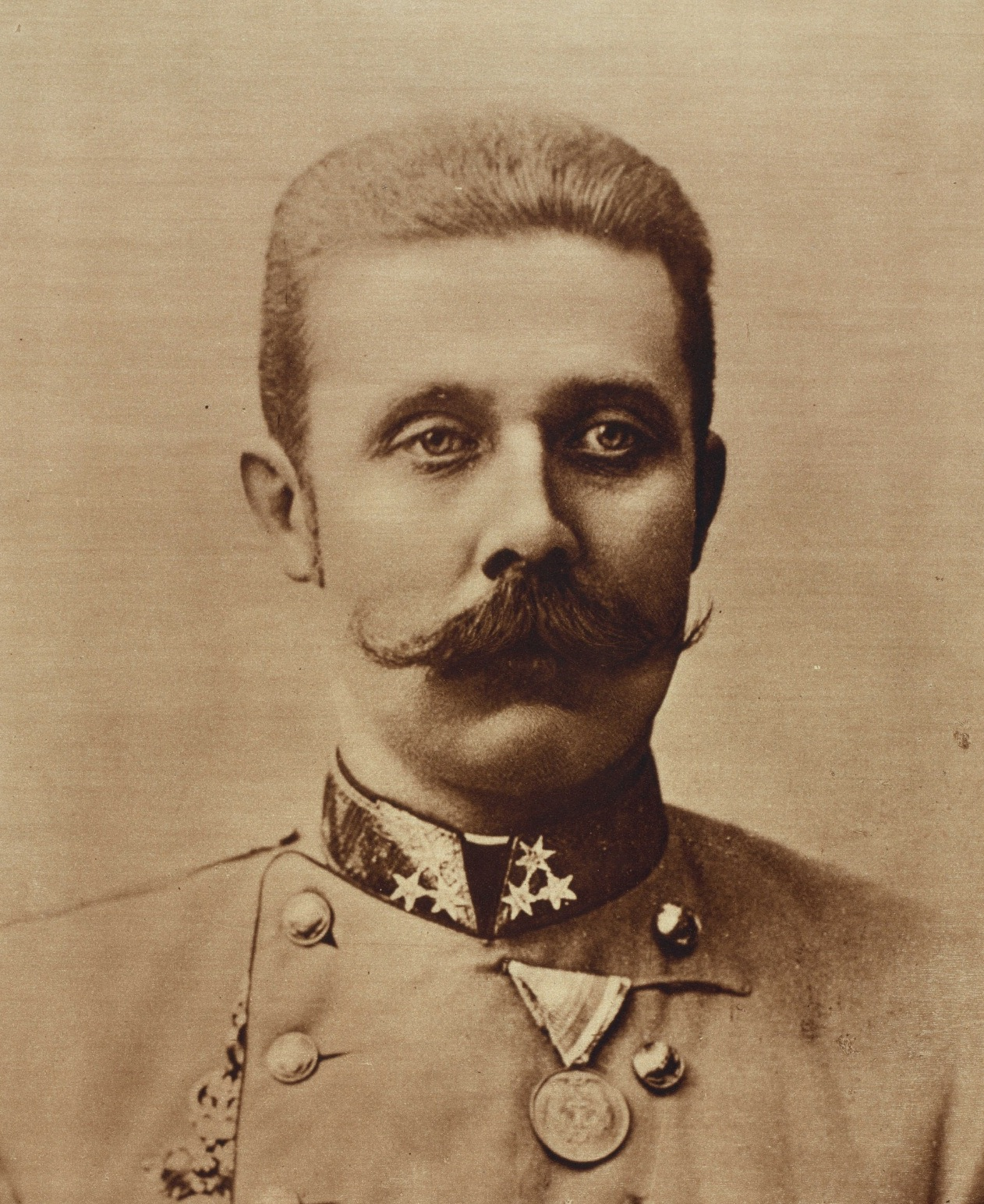
Arcivévoda František Ferdinand d’Este, po němž se kapela pojmenovala

Kapela se pojmenovala podle známého rakouského arcivévody Františka Ferdinanda d’Este, jehož smrt spolu s dalšími okolnostmi vedla k začátku první světové války.
„Líbilo se nám, jak ten název zní,“ říká Bob. „Byl to neuvěřitelný panovník,“ pokračuje Alex. „Jeho život, nebo alespoň konec života, změnil světové dějiny naprosto zásadním způsobem… On vlastně tvořil historii. Ale zase nechci podnítit nějaké intelektuální debaty, jenž by řešily naše jméno. Především název by měl znít dobře… jako hudba.“ Paul však prohlásil odvážnější myšlenku: „Líbí se mi představa, že pokud bychom se stali slavnými, lidé by si jméno Franz Ferdinand spojili s názvem kapely než s historickou postavou.“

## Diskografie

### Studiová alba
- 2004: Franz Ferdinand
- 2005: You Could Have It So Much Better
- 2009: Tonight: Franz Ferdinand
- 2013: Right Thoughts, Right Words, Right Action
- 2018: Always Ascending
- 2025: The Human Fear

### Kompilace
- 2009: Blood
- 2022: Hits To The Head

### EP
- 2003: Darts of Pleasure

### DVD

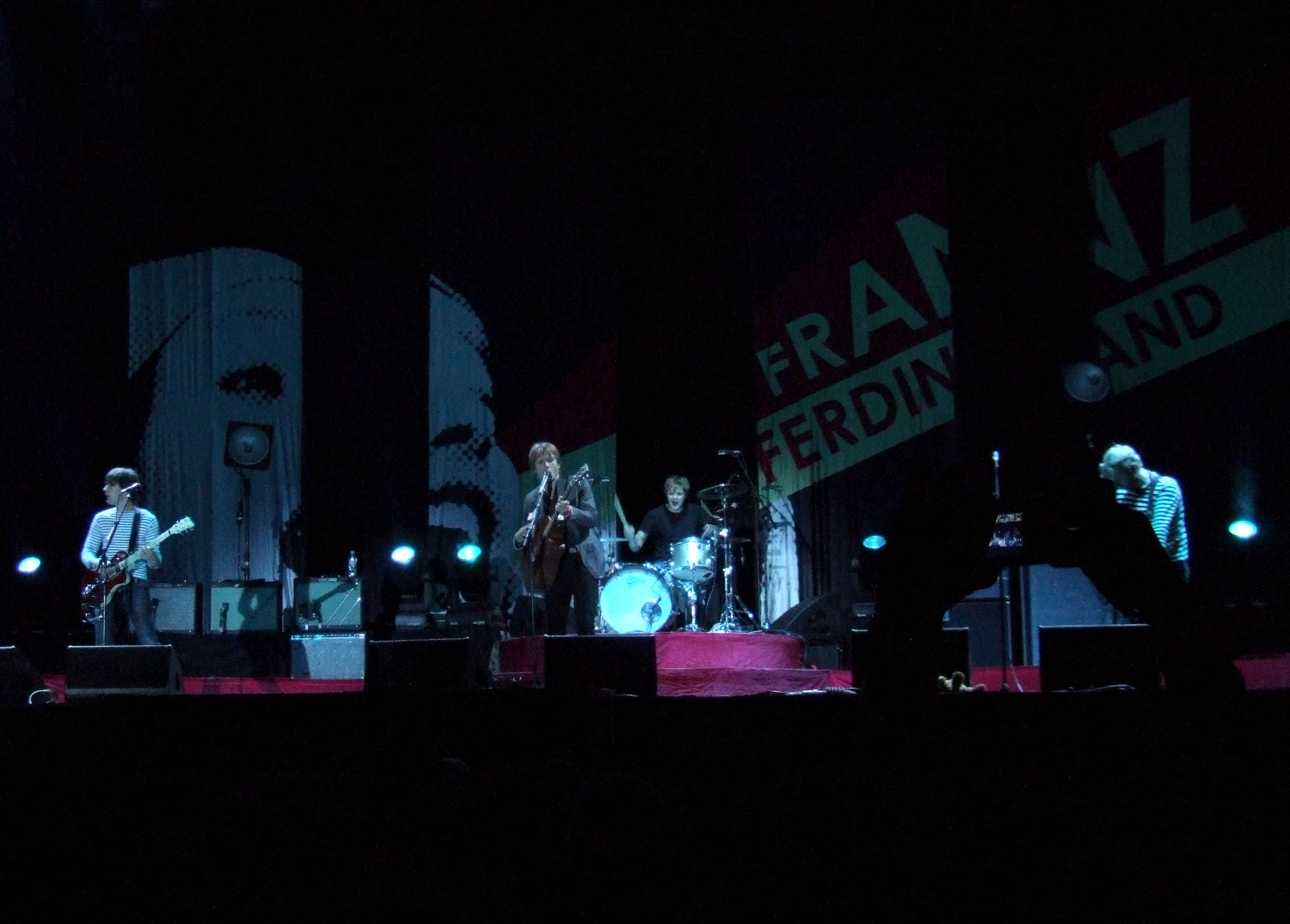
Koncert v Praze, 2006

- 2005: Franz Ferdinand

### Singly
- 2003: „Darts of Pleasure"
- 2004: „Michael"
- 2004: „Take Me Out"
- 2004: „The Dark of the Matinée"
- 2004: „This Fire"
- 2005: „Do You Want To"
- 2005: „Walk Away"
- 2006: „The Fallen"
- 2006: „Eleanor Put Your Boots On"
- 2008: „Lucid Dreams"
- 2009: „Ulysses"
- 2009: „No You Girls"
- 2009: „Can't Stop Feeling"

## Ocenění
- 2004 - Mercury Prize - nejlepší album (Franz Ferdinand)
- 2004 - NME Awards - Philip Hall Radar Award
- 2004 - Q Awards - nejlepší video ("Take Me Out")
- 2005 - BRIT Awards - nejlepší skupina
- 2005 - BRIT Awards - nejlepší rocková skupina
- 2005 - NME Awards - nejlepší píseň ("Take Me Out")
- 2005 - NME Awards - nejlepší album (Franz Ferdinand)
- 2006 - NME Awards - nejlepší živá skupina